# توظيف الطاقة النفسية

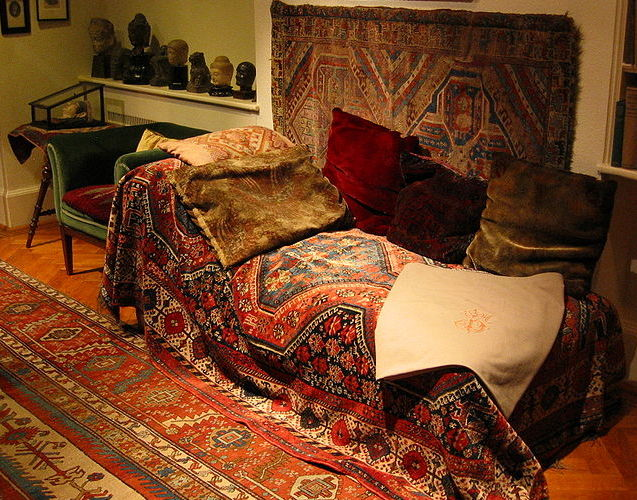

توظيف الطاقة النفسية أو تركيز الطاقة النفسية أو شحن الطاقة النفسية (بالإنجليزية: Cathexis), هو مصطلح في التحليل النفسي, والذي يصف حالة أو عملية يتم من خلالها توظيف طاقة الإنسان النفسية والعاطفية في نشاط معين. في هذه العملية يقوم الإنسان بتوظيف الرغبة الجنسية (الليبيدو) عنده واهدارها في هذا النشاط.